# 愨恵皇貴妃

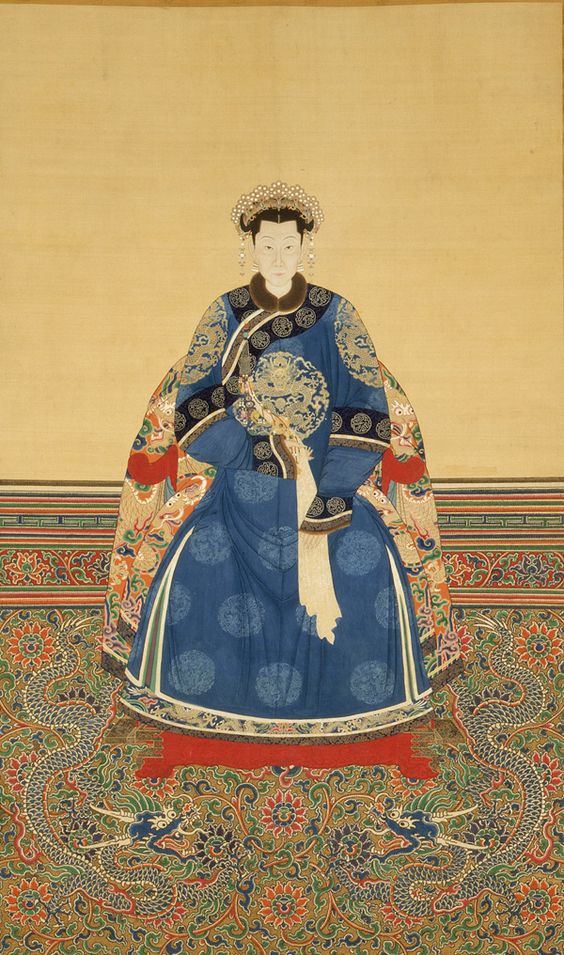
愨恵皇貴妃

愨恵皇貴妃（かくけいこうきひ、1668年 - 1743年）は、清の康熙帝の側室。姓はトゥンギャ（佟佳）氏（Tunggiya hala）。

## 経歴
孝懿仁皇后とロンコドの妹。康熙帝の生母の孝康章皇后の弟の佟国維の娘。
康熙39年12月（西暦で1701年）、貴妃に封ぜられた。
康熙61年12月（1723年）、孝懿仁皇后の妹として、皇考皇貴妃に尊封された。乾隆帝の即位後、「皇祖寿祺皇貴太妃」に尊封された。乾隆8年（1743年）4月1日、薨去した。「愨恵」の諡号を贈られ、景陵の双妃園に葬られた。

## 伝記資料
- 『清聖祖実録』
- 『清史稿』巻214 列伝一
- 『尊封佟貴妃皇貴妃、和妃貴妃上諭』（康熙61年12月）朕奉皇太后懿旨。孝懿皇后曾撫育朕躬、貴妃系孝懿皇后親妹、応将貴妃封為皇貴妃。又和妃奉事先帝最為謹慎、応将和妃封為貴妃。朕為皇太后聖心至仁至厚、此旨実為允当。朕奉皇太后懿旨、朕兄弟之母当加意相待。朕念十二阿哥之母多年侍奉皇考甚為謹慎、久列嬪位、今晋封為妃。十五阿哥、十六阿哥之母嬪亦晋封為妃。再現在有曾生兄弟之母未經受封者俱応封為貴人。六公主之母応封為嬪。内有一常在年已七旬、亦応封為貴人。